# Анхель Асебес
Анхель Хесус Асебес Паніагуа (англ. Ángel Jesús Acebes Paniagua; нар. 3 липня 1958, Пахарес-де-Адаха) — іспанський політик.
Одружений, Асебес отримав ступінь у галузі права в Університеті Саламанки. Він був членом парламенту від правоцентристської Народної партії з 1996 р., міністром юстиції з 1999 по 2002 р. і міністром внутрішніх справ з 2002 по 2004 рр.